# Ортис Агирре, Надиа Каролина
Надиа Каролина Ортис Агирре (исп. Nadya Carolina Ortiz Aguirre; род. 20 октября 1986, Ибаге) — колумбийская шахматистка, гроссмейстер (2011) среди женщин.
Чемпионка Колумбии (2006). В составе сборной Колумбии участница шести Олимпиад (2000—2010).
Нормы женского гроссмейстера: Сан-Кристобаль (2003), Ханты-Мансийск (2010)

## Изменения рейтинга
| Графики недоступны из-за технических проблем. См. информацию на Фабрикаторе и на mediawiki.org. |